# Pic de Stierling
Dendropicos stierlingi
Espèce
Statut de conservation UICN

 NT  : Quasi menacé
Le Pic de Stierling (Dendropicos stierlingi) est une espèce d'oiseau de la famille des Picidae. Son aire de répartition s'étend sur  le Malawi, le Mozambique et la Tanzanie.
Son nom est attribué au naturaliste et collecteur allemand Jan Gysbert Stierling.